# سعدی کارنو (دولتمرد)
ماری فرانسوا سعدی کارنو (به فرانسوی: Marie François Sadi Carnot) ‏(۱۱ اوت ۱۸۳۷، لیموژ - ۲۵ ژوئن ۱۸۹۴، لیون) سیاستمدار فرانسوی و پنجمین رئیس‌جمهور جمهوری سوم فرانسه بود. او در ۱۸۸۷ به ریاست جمهوری فرانسه رسید و در ۱۸۹۴ کشته شد.

## تاریخچه
با کنار رفتن ژول گروی از ریاست جمهوری سعدی کارنو با پشتیبانی ژرژ کلمانسو و گروهی دیگر به این مقام دست یافت. در این زمان که جمهوری دچار بحران و زیر حملهٔ ژنرال ژرژ بولانژه بود، سعدی کارنو به جمهوری و مقام ریاست جمهوری اعتبار بخشید. بولانژه به تبعید فرستاده‌شد و در همان سال(۱۸۸۹) سالگرد انقلاب فرانسه و نیز نمایشگاه جهانی پاریس برپا گشت. این رویدادها بر محبوبیت جمهوری و استواری پایه‌هایش افزود. در ۱۸۹۲ وی با رسوایی کانال پاناما رودررو شد.
در ۲۴ ژوئن سعدی کارنو در اوج محبوبیت در ضیافتی عمومی در لیون سخنرانی نمود ولی با اینکه بیان داشت که در اندیشه انتخاب دوباره به ریاست جمهوری نیست از سوی یک آنارشیست ایتالیایی به نام سانته جرونیمو کاسریو با خنجر زخمی شد و روز پس از آن درگذشت. ترور او موجی از ترس و دلهره را پدیدآورد. پیکر وی با احترام در پانتئون به خاک سپرده‌شد.

## نام سعدی
داستان نام‌گذاری سعدی کارنو در کتاب از سعدی تا آراگون نوشته جواد حدیدی ادعا شده است. پدربزرگ سعدی کارنو به قدری به گلستان علاقه‌مند بوده است که نام فرزند نخستش (نیکولا لئونار سعدی کارنو) را سعدی گذاشت. رئیس‌جمهور فرانسه برادرزاده نیکولا لئونار سعدی بوده که فیزیکدان برجسته‌ای بوده است و به افتخار وی نام برادرزاده (ماری فرانسوا سعدی) را نیز سعدی می‌گذارند.